# 現象 (V.W.Pのライブ)
『V.W.P 1st ONE-MAN LIVE「現象」』（ブイ・ダブリュー・ピー ファースト ワンマンライブ げんしょう）は、2022年4月16日に東京の豊洲PITで開催された、KAMITSUBAKI STUDIO所属のバーチャルシンガーグループV.W.Pによるライブである。V.W.P結成以来、初めてのワンマンライブとして開催された。
本項では、前日4月15日に開催されたイベント『「魔女集会」JOINT LIVE』 および「現象」直前に開催された『「魔女集会」TALK EVENT』についても記述する。

## 概要
2022年1月22日に『現象』と『魔女集会』の開催が発表され、同年2月17日に『魔女集会』TALK EVENT（追加公演）の開催が発表された。開催直前にはメンバーにインタビューが行われた。
『現象』ではV.W.Pの新3Dモデル「花魁鳥 Revolutions-」が披露された。カンザキイオリが作曲し、メンバー5人による系譜曲と各メンバーの組み合わせのユニットによる派生曲など、合計20曲が披露された。系譜曲「定命」「玩具」「秘密」および派生曲の「素的」と「残火」はこのライブで始めて披露された。コロナ禍により声出しは禁止された。
JOINT LIVEでは花譜、理芽、春猿火、ヰ世界情緒、幸祜それぞれによるソロパフォーマンスが披露された。TALK LIVEでは文化放送アナウンサーの吉田尚紀をMCに迎え、フリートークやジェスチャーゲームなどが行われた。
現地チケットは、通常チケット、グッズと配信アーカイブチケットがバンドルされている最前ブロックチケットとプレミアムエリアチケット、それぞれの“10代割チケット”が販売された。また、配信チケットでも観覧でき、ライブストリーミングサービス『Z-aN』にて有料生配信された。2022年6月4日からは、配信プラットフォーム Z-aNにて再配信された。
2024年10月28日には、「KAMITSUBAKI WARS 2024 神椿幕張戦線 IN MAKUHARI MESSE EVENT HALL」の開催を記念し、新宿バルト9にて『現象』応援上映会が開催された。

## 演目と演出

### 「魔女集会」JOINT LIVE
「魔女集会」JOINT LIVE は、V.W.Pのメンバーがそれぞれソロのアーティストとして出演した対バンイベントである。この公演では、メンバーが代わる代わる自身の楽曲をパフォーマンスしたが、最後には5人揃ってV.W.Pとしての楽曲も披露した。ソロ楽曲は5曲ずつ披露された。
以下の全27曲が公演された。
| No.          | タイトル                 | シンガー   |
| ------------ | ------------------------ | ---------- |
| 1            | 白昼夢                   | 幸祜       |
| 2            | レイヴン・フリージア     | 幸祜       |
| MC           |                          | 幸祜       |
| 3            | 瞑目                     | 幸祜       |
| 4            | 夜光を呼ぶ               | 幸祜       |
| 5            | the last bullet          | 幸祜       |
| 6            | 宿木                     | 理芽       |
| 7            | さみしいひと             | 理芽       |
| MC           |                          | 理芽       |
| 8            | 生きているより楽しそう   | 理芽       |
| 9            | ピルグリム               | 理芽       |
| 10           | 食虫植物                 | 理芽       |
| 11           | 逆転                     | 春猿火     |
| 12           | 猛進                     | 春猿火     |
| MC           |                          | 春猿火     |
| 13           | GUNPOWDER                | 春猿火     |
| 14           | 居場所                   | 春猿火     |
| MC           |                          | 春猿火     |
| 15           | Oarana                   | 春猿火     |
| 16           | いろはに咲きて           | ヰ世界情緒 |
| 17           | ディメンション           | ヰ世界情緒 |
| MC           |                          | ヰ世界情緒 |
| 18           | 霞がついてくる           | ヰ世界情緒 |
| 19           | ヰ世界の宝石譚           | ヰ世界情緒 |
| MC           |                          | ヰ世界情緒 |
| 20           | シリウスの心臓           | ヰ世界情緒 |
| 21           | 鏡よ鏡                   | 花譜       |
| 22           | イマジナリーフレンド     | 花譜       |
| MC           |                          | 花譜       |
| 23           | 世惑い子                 | 花譜       |
| 24           | 例えば                   | 花譜       |
| 25           | 過去を喰らう～海に化ける | 花譜       |
| 26           | 共鳴                     | V.W.P      |
| MC           |                          | V.W.P      |
| 27           | 輪廻                     | V.W.P      |
| MC           |                          | V.W.P      |
| エンドロール |                          |            |

### V.W.P 1st ONE-MAN LIVE「現象」
オープニングでは5人が集合する映像が上映された。初めの4曲はメンバー2人ずつが歌う派生曲が披露された。花譜と理芽による「魔法」はCDに収録されたバージョンとは異なるライブアレンジが施された。その後、幕間のポエトリーリーディングで花譜が「現象を巻き起こそう」と呼びかけてステージに5人全員が集結し、新衣装への「変身」が行われた。そこからV.W.P全員でカンザキイオリが手がける系譜曲をパフォーマンスした。「祭壇」の後、新衣装が“魔女特殊歌唱用形態”「花魁鳥 Revolutions」（エトピリカ レボリューションズ）であると紹介された。第1部終演後、アニメーションムービーが上映された。
第2部では第1部とは異なる組合せの派生曲が披露された。再び5人がステージに揃い各メンバーをフィーチャーした系譜曲が演奏された。最後のMCではメンバーそれぞれが自身の活動について語った。最後の楽曲として、V.W.P 始まりの楽曲である「魔女(真)」が披露された。
以下の全20曲が公演された。
| 部                     | No.                                                | タイトル | シンガー          | その他               |
| ---------------------- | -------------------------------------------------- | -------- | ----------------- | -------------------- |
| 第1部                  | 01                                                 | 古傷     | 春猿火×幸祜       |                      |
| 第1部                  | 02                                                 | 牢獄     | ヰ世界情緒×春猿火 |                      |
| 第1部                  | 03                                                 | 泡沫     | 理芽×ヰ世界情緒   |                      |
| 第1部                  | 04                                                 | 魔法     | 花譜×理芽         |                      |
| 第1部                  | ポエトリーリーディング                             |          |                   |                      |
| 第1部                  | 変身 "魔女特殊歌唱用形態" 「花魁鳥 (Revolutions)」 |          |                   |                      |
| 第1部                  | 05                                                 | 共鳴     | V.W.P             |                      |
| 第1部                  | 06                                                 | 宣戦     | V.W.P             |                      |
| 第1部                  | 07                                                 | 祭壇     | V.W.P             |                      |
| 第1部                  | MC                                                 |          | V.W.P             |                      |
| 第1部                  | 08                                                 | 電脳     | V.W.P             |                      |
| 第1部                  | 09                                                 | 言霊     | V.W.P             |                      |
| 第1部                  | 10                                                 | 輪廻     |                   |                      |
| アニメーションムービー |                                                    |          |                   |                      |
| 第2部                  | 11                                                 | 残火     | 花譜×春猿火       |                      |
| 第2部                  | 12                                                 | 魔的     | 理芽×花譜         |                      |
| 第2部                  | 13                                                 | 素的     | 幸祜×理芽         |                      |
| 第2部                  | 14                                                 | 刻印     | ヰ世界情緒×幸祜   |                      |
| 第2部                  | 15                                                 | 深淵     | 花譜×ヰ世界情緒   |                      |
| 第2部                  | ポエトリーリーディング                             |          |                   |                      |
| 第2部                  | 16                                                 | 変身     | V.W.P             | センターはヰ世界情緒 |
| 第2部                  | バンドメンバー紹介                                 |          |                   |                      |
| 第2部                  | 17                                                 | 玩具     | V.W.P             | センターは理芽       |
| 第2部                  | 18                                                 | 秘密     | V.W.P             | センターは幸祜       |
| 第2部                  | 19                                                 | 定命     | V.W.P             | センターは春猿火     |
| 第2部                  | MC                                                 |          |                   |                      |
| 第2部                  | 20                                                 | 魔女(真) | V.W.P             |                      |
| 第2部                  | MC                                                 |          |                   |                      |
| 第2部                  | ポエトリーリーディング                             |          |                   |                      |
| エンドロール           |                                                    |          |                   |                      |

## 映像化
『「魔女集会」JOINT LIVE』、『「魔女集会」TALK LIVE』、『V.W.P 1st ONE-MAN LIVE「現象」』の3公演とも、2枚組のBlu-rayとして発売された。ブックレットが同梱されている。「現象」のディスクには配信用に収録された「ロマンチック願望」「自由に捕らわれる」の特別トラックと、ライブ前に配信されたドキュメンタリー番組「A STORY OF V.W.P」が特典映像として収録された。

## 続編
2024年1月13日には、代々木第一体育館にて、本公演の続編となる神椿代々木決戦二〇二四『V.W.P 2nd ONE-MAN LIVE「現象II -魔女拡成-」』が開催された。同年11月2日には幕張イベントホールにてそのリビルドライブである KAMITSUBAKI WARS 2024 神椿幕張戦線 IN MAKUHARI MESSE EVENT HALL『V.W.P 2nd ONE-MAN LIVE「現象II(再) -魔女拡成-」』が開催された。2025年3月27日には、オンライン公演『V.W.P 3rd ONE-MAN LIVE「現象III-神椿市探訪中-」』が開催された。